# Effector Saver
Effector Saver — програма для резервного копіювання даних. Програмне забезпечення дозволяє користувачеві створювати повний бекап інформаційних баз 1С:Підприємства/BAS та інших баз даних, користувальницьких папок, файлів.

## Резервне копіювання 1С/BAS
Головна спеціалізація програми — резервне копіювання інформаційних баз даних 1С:Підприємства/BAS (Business Automation Software). Резервне копіювання 1С:Підприємства 7.7/8/BAS наступними методами:
- резервне копіювання файлової або клієнт-серверної інформаційної бази штатними засобами 1С:Підприємства/BAS;
- створення резервної копії шляхом копіювання файлів інформаційної бази 1С:Підприємства/BAS в файловому варіанті;
- для клієнт-серверної інформаційної бази 1С:Підприємства/BAS, можливе створення резервної копії засобами СКБД.

## Додаткові можливості для 1С:Підприємства/BAS (Business Automation Software)
- примусове відімкнення користувачів в 1С:Підприємстві 8/BAS перед резервним копіюванням;
- автоматичний запуск виконання процедур 1С:Підприємство 8/BAS;
- тестування і виправлення баз 1С:Підприємства 8/BAS;
- шифрування файлу бекапа інформаційної бази 1С:Підприємство 8/BAS.

## Резервне копіювання даних
Використовуючи програму Effector Saver можна налаштувати автоматичне резервне копіювання будь-якої бази даних Microsoft SQL або PostgreSQL серверів з необхідною періодичністю. При цьому переривати роботу користувачів необхідності немає. Як сховище резервних копій можна використовувати локальні, зовнішні або мережеві диски, а також FTP сервер.

## Додаткові можливості програми
Крім резервного копіювання в програмі реалізований широкий інструментарій:
- власний планувальник автоматичного запуску задач, можливе повторення виконання задачі протягом доби;
- захист резервних копій паролем (AES шифрування);
- ZIP і 7z стиснення бекапа;
- резервне копіювання на FTPS;
- резервне копіювання на SFTP;
- запуск довільних команд. У програмі доступний запуск довільних команд системи, а також виконання скриптів і команд мови Transact-SQL;
- резервне копіювання даних у хмарні сховища: WebDAV, Яндекс.Диск, Google Диск, [Dropbox], OneDrive, хмара Mail.Ru, Amazon S3, Azure Blob Storage, S3-сумісні (Google Cloud Storage, Yandex Object Storage, VK Cloud Solutions та інші).
- звіти на пошту, програма дозволяє налаштувати отримання повідомлення електронною поштою про результати бекапів і інші події в роботі програми.

## Різні версії програми
Програма поширюється в двох редакціях: 
- Безкоштовна
- Комерційна

Effector Saver Безкоштовна редакція, що надає основні можливості виконання задач архівування баз даних 1С:Підприємства, довільних файлів/каталогів і баз даних SQL, наприклад: планування запуску задач, безліч варіантів архівування, автоматичне видалення застарілих файлів резервних копій і багато іншого. Програма по часу не обмежена, реєстрації не вимагає. 
Effector Saver Комерційна редакція оснащена більш розширеним функціоналом, таким як: повторення задач протягом дня, примусове відімкнення користувачів 1С:Підприємства перед резервним копіюванням, підтримка AES методом компресії ZIP, вибір варіантів бекапа SQL баз. Повна версія Effector Saver доступна після придбання ліцензії.

## Сумісність
Сумісна c операційними системами Microsoft Windows 10, Windows 8, Windows 7, Windows XP, Windows Vista, а так само Windows Server 2003, Windows Server 2008 і Windows Server 2012 (x64) 1С:Підприємство 7.7/8.х клієнт-серверні і файлові варіанти (ОС Windows, Microsoft SQL Server 2012/2008/2005/2000 (x64)

## Сертифікація та нагороди
1C
24 квітня 2017 року Effector Saver отримав черговий сертифікат "Сумісно! Система програм 1С:Підприємство" від фірми 1C. Даний сертифікат вказує на відповідність вимогам, що пред'являються фірмою 1С до програмних продуктів для 1С:Підприємство 8. Сертифікат "Сумісно! Система програм 1С:Підприємство" видається програмному продукту повністю сумісному з платформою 1С:Підприємство. Програма Effector Saver вперше отримала сертифікат "Сумісно! Система програм 1С:Підприємство" в квітні 2013 року, і зараз, підтвердила свою технічну та функціональну якість. Сертифікат чинний до 24 квітня 2019 року.
PC Magazine/RE
Effector Saver у списку лауреатів нагороди «PC Magazine/RE. Краще ЗА 2013 р.». Редакція PC Magazine/RE і його читачі у щорічному огляді, присвяченому досягненням та інноваціям російської програмної індустрії, відзначили програмний продукт Effector Saver.